# Erfolgsstrukturanalyse
Die Erfolgsstrukturanalyse zeigt die Zusammensetzung des Jahreserfolges.
Die Erfolgs- und Kostenstruktur eines Unternehmens kann im Rahmen einer externen Bilanzkritik nur annähernd aufgrund der zur Verfügung stehenden (veröffentlichten) Gewinn-und-Verlust-Rechnung analysiert werden. Die Erfolgsrechnungen lassen zwar die Gesamtleistung eines Betriebes (Betriebserträge) erkennen, nicht aber die genauen Kosten (Betriebsaufwendungen).
Das Betriebsergebnis kann schätzungsweise ermittelt werden, indem man vom Kapitalgewinn (d. h. dem Jahresüberschuss zzgl. Fremdkapitalzinsen) die neutralen Ertragsposten abzieht und die neutralen Aufwendungen hinzurechnet. Das so ermittelte Betriebsergebnis wird mit dem Jahresergebnis entsprechend verrechnet, um das neutrale Ergebnis des Unternehmens zu erhalten.
Zu den neutralen Aufwendungen zählen insbesondere
- außerordentliche Aufwendungen: Schadensfall, Anlagenverkauf unter Buchwert u. a.,
- periodenfremde Aufwendungen: Nachzahlung von Löhnen und Betriebssteuern.

Zu den neutralen Erträgen rechnen insbesondere
- außerordentliche Erträge: Buchgewinne bei Veräußerung von Anlagegegenständen u. a.,
- periodenfremde Erträge: Steuererstattung für vergangene Geschäftsjahre u. a.,
- sonstige Erträge: betriebsfremde Erträge wie z. B. Zinserträge.